# L'Évolution psychologique de l'enfant
L'Évolution psychologique de l'enfant est un ouvrage de Henri Wallon publié en 1941  (ISBN 2200263031). L'auteur y explique ses points de vue, ses théories relatives au développement psychologique de l'enfant, dans une perspective multidisciplinaire. L'ouvrage représente l'exposé le plus complet de ses théories. Il est vu comme un ouvrage majeur dans le champ de la psychologie de l'enfant et d'autres disciplines liées au développement humain, comme l'éducation ou la philosophie.

## Découpage du livre
- Introduction
- Préface
- Première partie : L'enfance et son étude
  - Chapitre 1 : L'enfant et l'adulte
  - Chapitre 2 : Comment étudier l'enfant?
  - Chapitre 3 : Les facteurs du développement psychique
- Deuxième partie : Les activités de l'enfant et son évolution mentale
  - Chapitre 4 : L'acte et l'effet
  - Chapitre 5 : Le jeu
  - Chapitre 6 : Les disciplines mentales
  - Chapitre 7 : Les alternances fonctionnelles
- Troisième partie : Les niveaux fonctionnels
  - Chapitre 8 : Les domaines fonctionnels, stades et types
  - Chapitre 9 : L'affectivité
  - Chapitre 10 : L'acte moteur
  - Chapitre 11 : La connaissance
  - Chapitre 12 : La personne
- Conclusion : Les âges successifs de l'enfance